# グザヴィエ・ルルー
グザヴィエ・アンリ・ナポレオン・ルルー（Xavier Henry Napoleón Leroux, 1863年10月11日 - 1919年2月2日）は、フランスの作曲家。

## 生涯
ルルーはイタリアのヴェッレトリに生まれた。父は軍楽隊の楽長を務める人物だった。パリ音楽院でジュール・マスネとテオドール・デュボワに師事したルルーは、1885年にカンタータ『Endymion』によってローマ大賞を受賞した。これに伴い留学したヴィラ・メディチにおいてはドビュッシーに共鳴している。1896年からは音楽院の和声学の講座で教壇に立った。また、彼はRevue Musicaを率いた。
ルルーは管弦楽曲や合唱曲、歌曲、ピアノ曲などに作品を遺した。また、ミサ曲やモテットなどの宗教音楽も作曲している。しかし、彼に最大の霊感を与えたのは歌劇場であり、当初はアイスキュロスの『ペルシア人』、アリストパネスの『福の神』などに付随音楽を付けていたが、後にオペラに転向してこのジャンルで最もよく知られるようになった。中でも一番の成功を収めたのは『Le Chemineau』であり、1945年までのオペラ＝コミック座における上演回数は106回に及んだ。
彼の門下からはポール・パレー、ロジェ・デゾルミエール、ウジェーヌ・ビゴー、ジョルジュ・ダンドロー、アルベール・ヴォルフ、アンリ・ミュレ、ルイ・フレスティエ、マルク・デルマらが輩出している。
ルルーはパリに没した。

## 主要作品

### 付随音楽
- 『ペルシア人』 （アイスキュロス）
- 『福の神』 （アリストパネス）

### オペラ
- Evangéline ルイ・ド・グラモン（英語版）のリブレット、1895年
- Astarté ルイ・ド・グラモンのリブレット、1901年
- La reine Fiammette 1903年
- Vénus et Adonis ルイ・ド・グラモンのリブレット、1905年
- William Ratcliff ハイネに基づくグラモンのリブレット、1906年
- Le chemineau 1907年
- Théodora 1907年
- Le carillonneur 1913年
- La fille de Figaro 1914年
- Les cadeaux de Noël 1915年
- 1814 1918年
- Nausithoé 1920年
- La plus forte 1924年
- L'ingénu 1931年

### その他
- Hymne 1914年: 「祖国のために名誉の死を遂げた者達のために」 1914年11月1日、オテル・デ・ザンヴァリッドにおいてジャン＝フランシスク・デルマ（英語版）の歌唱で初演; ヴィクトル・ユーゴーの詩による